# ʿUmar ibn Abī Rabīʿa
ʿUmar ibn Abī Rabīʿa (arabisch عمر بن أبي ربيعة, DMG ʿUmar ibn Abī Rabīʿa, * 643 in Mekka; † 711 ebenda) war ein arabischer Dichter von der Arabischen Halbinsel, der vor allem für seine Liebesdichtung bekannt war. Wie der Prophet Mohammed gehörte er dem Stamm der Quraisch an, allerdings war er im Gegensatz zu diesem Mitglied des Clans Machzūm.
ʿUmar ibn Abī Rabīʿa gilt als einer der Begründer der lyrischen Gedichtform des Ghasel, das später (insbesondere im 19. Jahrhundert) auch von deutschen Dichtern aufgegriffen wurde. Sein Leben war Ṯuraya, einer jungen Frau aus der Aristokratie des Hedschas, gewidmet. Er galt als „leidenschaftlich für alles Schöne, welches er in den Straßen oder während der Pilgerreise erblickte“.